# Messzui
Messzui ókori egyiptomi hivatalnok, Kús alkirálya volt a XIX. dinasztia idején, Merenptah, talán Amenmessze és II. Széthi uralkodása alatt. Emellett viselte „ déli földek kormányzója” és „ Két Föld asztalainak írnoka” címeket is.
Merenptah uralkodásának 5. évében nevezték ki Kús alkirályává. Hivatalában Haemtirt követte. Számos felirata maradt fenn núbiai templomokban és más helyeken, köztük Amadában, Aksában, Amarában, a Beit el-Váli-i templomban, Vádi esz-Szebuában és Bigeh szigetén.
Rolf Krauss vetette fel elsőként, hogy Messzui azonos lehet Amenmesszével, aki Merenptah halála után megszerezte magának Dél-Egyiptomot a törvényes örökös, II. Széthi ellenében. Krauss szerint Kús alkirálya, Messzui átvette a hatalmat a déli országrészben, röviddel azután, hogy Széthi trónra lépett. Ezt szerinte alátámasztja az, hogy az amadai templomban Messzuit homlokán ureusszal ábrázolják, ami azt jelzi, uralkodói szerepet vett fel. Az elméletet Aidan Dodson is elfogadja, mások azonban vitatják. Frank Yurco szerint nincs ureusz Messzui fején, csak a kő kopása miatt úgy látszik.
Messzuit valószínűleg Anibában temették el. Sírját Georg Steindorff tárta fel és publikálta. Az alkirályi poszton egy bizonyos Széthi követte.

## Fordítás
- Ez a szócikk részben vagy egészben  a   Messuy című angol Wikipédia-szócikk ezen változatának fordításán alapul.  Az eredeti cikk szerkesztőit annak laptörténete sorolja fel. Ez a jelzés csupán a megfogalmazás eredetét és a szerzői jogokat jelzi, nem szolgál a cikkben szereplő információk forrásmegjelöléseként.